# Cerithiopsidella cosmia
Cerithiopsidella cosmia är en snäckart som först beskrevs av Bartsch 1907.  Cerithiopsidella cosmia ingår i släktet Cerithiopsidella och familjen Cerithiopsidae. Inga underarter finns listade i Catalogue of Life.